# Austrochiltonia subtenuis
Austrochiltonia subtenuis is een vlokreeftensoort uit de familie van de Chiltoniidae. De wetenschappelijke naam van de soort is voor het eerst geldig gepubliceerd in 1902 door Sayce.